# Agathosma lancifolia
Agathosma lancifolia är en vinruteväxtart som beskrevs av Eckl. & Zeyh.. Agathosma lancifolia ingår i släktet Agathosma och familjen vinruteväxter. Inga underarter finns listade i Catalogue of Life.